# ان‌جی‌سی ۵۶۴۱
ان‌جی‌سی ۵۶۴۱ (انگلیسی: NGC 5641) یک کهکشان مارپیچی از نوع Sb میله‌ای در صورت فلکی گاوران است.